# Клейкий рис

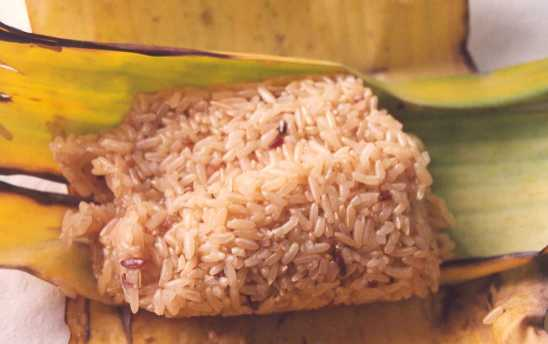
Клейкий рис в банановых листьях

Кле́йкий рис (иногда встречаются также названия «липкий рис», «сладкий рис») — сорт риса в Азии, характеризующийся ярко выраженным вкусом и высокой прочностью при кулинарной обработке. Данная разновидность риса особенно часто используется для приготовления сладких блюд (и поэтому иногда называется «сладким»).
Клейкий рис обычно не содержит клейковины и может безопасно употребляться в соответствующей диете. Он отличается от обычного риса отсутствием или минимальным содержанием амилозы и высоким содержанием амилопектина; последний как раз придаёт ему «липкость». Генетические различия между обычным и клейким рисом состоят в точечной мутации одного гена, ответственного за биосинтез амилозы.
Во Вьетнаме клейкий рис, свинина и бобы мунг являются ингредиентами для приготовления традиционных пирогов баньтьынг для праздника Тет. Клейкий рис употребляется там в течение всего года как основа для сладостей, приготовленных в банановых листьях.